# Вильхельмер, Франц
Франц Вильхе́льмер (нем. Franz Wilhelmer; 29 июля 1960, Шрунс) — австрийский саночник, выступал за сборную Австрии в 1980-х годах. Участник двух зимних Олимпийских игр, многократный призёр и победитель этапов Кубка мира, участник многих международных турниров.

## Биография
Франц Вильхельмер родился 29 июля 1960 года в коммуне Шрунс. На международном уровне дебютировал в возрасте семнадцати лет, на юниорском чемпионате Европы в немецком Винтерберге занял двадцатое место среди одиночек и одиннадцатое среди двоек. Год спустя съездил на молодёжное первенство Европы в польскую Крыницу, завоевал там на двухместных санях серебряную медаль, а также побывал на взрослом чемпионате мира в Кёнигсзе, где был одиннадцатым в одиночном разряде и закрыл десятку сильнейших в парном. В индивидуальной классификации Кубка мира в сезоне 1979/80 расположился на шестой строке. Благодаря череде удачных выступлений удостоился права защищать честь страны на зимних Олимпийских играх в Лейк-Плэсиде — среди одиночек тоже занял шестое место.
После Олимпиады Вильхельмер остался в основном составе национальной команды Австрии и продолжил принимать участие в крупнейших международных турнирах, причём отныне решил сконцентрироваться исключительно на парном разряде, став партнёром саночника Георга Флуккингера. В 1981 году они с Флуккингером показали тринадцатое время на чемпионате мира в шведском Хаммарстранде, тогда как в общем зачёте Кубка мира были четвёртыми. Год спустя финишировали пятыми на европейском первенстве в немецком Винтерберге и разместились на второй строке мирового кубка — трофей достался их соотечественникам Гюнтеру Леммереру и Райнхольду Зульцбахеру. В 1983 году они вновь попытались стать обладателями Кубка мира, но на этот раз были только пятыми. Также выступили на первенстве мира в Лейк-Плэсиде, пришли к финишу шестыми.
В олимпийском сезоне 1983/84 Вильхельмер и Флуккингер опять вплотную подобрались к победе в общем зачёте Кубка мира, на сей раз их опередил коллектив из Восточной Германии, двойка Йорга Хофмана и Йохена Пицша. Помимо этого, они были седьмыми на чемпионате Европы в итальянской Вальдаоре. На Олимпийских играх в Сараево были близки к медальным позициям, в первом и втором заездах показали четвёртое и третье время соответственно — тем не менее, в итоговом протоколе до бронзы им не хватило всего лишь 0,115 секунды.
Чувствуя нереализованность в санном спорте, впоследствии Вильхельмер с Флуккингером предприняли ещё несколько попыток добиться успеха на самых престижных соревнованиях. Так, в сезоне 1984/85 они в очередной раз были нацелены на получение Кубка мира, но в третий раз в своей карьере расположились на второй позиции — теперь их обогнали итальянцы Хансйорг Рафль и Норберт Хубер. В том же сезоне на чемпионате мира в Оберхофе они были седьмыми. Год спустя финишировали с шестым временем на чемпионате Европы в Хаммарстранде, ещё через год показали двенадцатый результат на домашнем первенстве мира в Игльсе. Вскоре после этих заездов новым партнёром Флуккингера стал Роберт Манценрайтер, а Вильхельмер, в свою очередь, принял решение покинуть санный спорт. Завершив спортивную карьеру, он занимался бизнесом, открыл собственный магазин спортивных товаров в коммуне Фанданс.